# De Wasbeertjes
De Wasbeertjes (of The Raccoons) was een Canadese tekenfilmserie, uitgezonden van 1985 tot 1991. De serie werd gemaakt door Kevin Gillis en de Hinton Animation Studios.
De serie werd voor het eerst uitgezonden in 1985 in Canada door Canadian Broadcasting Corporation. Aanvankelijk was het een maandelijks programma, maar door het succes werd het al snel wekelijks uitgezonden.
De serie gaat over de avonturen van Bert Wasbeer (Bert Raccoon) en zijn vrienden Ralph en Melissa in the Evergreen Forest. Vooral het voorkomen van de milieuverpestende plannen van het roze aardvarken Cyril Snauw (Cyril Sneer) en zijn drie volgelingen (drie varkens met dezelfde naam, Lloyd) stond centraal. Een uniek element van de serie is dat Cyril verandert van een destructieve kapitalist in een milieubewuste, zij het nog steeds agressieve, zakenman en dat hij uiteindelijk bondgenoot van de Wasbeertjes wordt. Een ander gemeen karakter was de kapitalist Mr. Knox - een krokodil met een Texaans accent. Cyril's zoon (Cedric) is Berts beste vriend.
De serie had een typische jaren tachtig soundtrack, waarvan het thema-nummer Run With Us, gezongen door inspreekster Lisa Lougheed, een kleine hit werd in sommige landen.
Er zijn 60 reguliere afleveringen van een half uur uitgezonden; daarvoor zijn er vier langere televisiespecials gemaakt:
- The Christmas Raccoons (1980)
- The Raccoons on Ice (1981)
- The Raccoons and the Lost Star (1983)
- The Raccoons: Let's Dance

In tegenstelling tot veel andere tekenfilmseries uit de jaren 80, werd er voor De Wasbeertjes weinig reclame en merchandise gemaakt. Tot op de dag van vandaag heeft de tekenfilm een kleine groep fanatieke aanhangers, die pleiten voor het hervatten van de uitzendingen.
De Wasbeertjes werd in Nederland uitgezonden door Kindernet en in het RTL-programma Telekids.